# Nekrolog Juni 2001
Nekrolog
◄◄
| ◄
| 1997
| 1998
| 1999
| 2000
| 2001 | 2002 | 2003 | 2004 | 2005 | ► | ►►
Januar |
Februar |
März |
April |
Mai |
Juni |
Juli |
August |
September |
Oktober |
November |
Dezember 2001
Weitere Ereignisse | Allgemeiner Nekrolog 2001
Die Beschreibung der verstorbenen Person sollte so kurz wie möglich gehalten sein und nur deren signifikante Tätigkeit(en) enthalten.
Neue Namen ggf. auch unter dem Geburts- und Sterbedatum, also etwa unter 1. Januar und im Geburts- und Sterbejahr (2024) eintragen (nur bei entsprechender großer Wichtigkeit). Für Beispiele siehe die schon vorhandenen Artikel.
Außerdem über die fünf zuletzt Verstorbenen, zu denen es einen ausreichend guten Artikel für eine Präsentation auf der Hauptseite gibt, nach der todesbedingten Überarbeitung der Artikel ggf. auch unter Wikipedia Diskussion:Hauptseite informieren und sie am besten auch in den anderen Wikipedia-Sprachversionen eintragen. Tipp: Regelmäßig bei news.google.de nach „ist tot“, „gestorben“ oder „verstorben“ suchen.
Wenn eine Person gestorben ist, gibt es viele Seiten zu dieser Person in der Wikipedia, die davon auch betroffen sind und entsprechend aktualisiert werden müssen. Beispiele: Namenübersichtsseite, Geburtsjahr, Geburtsort-Seiten und viele mehr.
Wie finde ich die betroffenen Seiten?
Im Suchfeld auf der linken Seite gibt man den Suchbegriff so ein: „Vorname Nachname“. Dann klickt man auf Volltext und alle Seiten mit entsprechendem Suchtext werden aufgerufen. Hier sieht man dann schnell, wo auch das Todesjahr Sinn macht oder sogar ein Teil des Artikels angepasst werden muss. Auch hilft das „Werkzeug“ auf der linken Seite sehr gut, um solche Seiten aufzufinden: „Links auf diese Seite“. Somit ist die Wikipedia wieder aktuell in allen Bereichen! Hinweis: bei Eintragung der Kategorie „Gestorben JAHR“ wird der Missbrauchsfilter 49 ausgelöst, was jedoch nicht schlimm ist. Siehe: Spezial:Missbrauchsfilter/49
Dies ist eine Liste von im Juni 2001 verstorbenen bekannten Persönlichkeiten. Die Einträge erfolgen innerhalb der einzelnen Daten alphabetisch sortiert. Tiere sind im Nekrolog für Tiere zu finden.

## Juni
| Tag      | Name                                  | Beruf, bekannt als                                                                                            | Alter | Beleg |
| -------- | ------------------------------------- | --- | ----- | ----- |
| 1. Juni  | Roger Albin                           | französischer Violoncellist, Dirigent und Komponist                                                           | 80    |       |
| 1. Juni  | Birendra                              | nepalesischer König                                                                                           | 55    |       |
| 1. Juni  | Hermann Boventer                      | deutscher Journalist, Hochschullehrer und Publizist                                                           | 72    |       |
| 1. Juni  | Hank Ketcham                          | US-amerikanischer Comiczeichner                                                                               | 81    |       |
| 1. Juni  | Peter Ronild                          | dänischer Autor, Journalist, Schauspieler und Regisseur                                                       | 72    |       |
| 1. Juni  | Shruti Rajya Laxmi Devi Shah          | nepalesische Prinzessin                                                                                       | 24    |       |
| 1. Juni  | Wolfgang Sieler                       | deutscher Gewerkschafter und Politiker (SPD), MdB                                                             | 71    |       |
| 2. Juni  | Imogene Coca                          | US-amerikanische Comedy-Schauspielerin                                                                        | 92    |       |
| 2. Juni  | Joey Maxim                            | US-amerikanischer Boxer                                                                                       | 79    |       |
| 2. Juni  | Piero Rollo                           | italienischer Boxer                                                                                           | 74    |       |
| 2. Juni  | Pilar Seurat                          | philippinische Schauspielerin und Tänzerin                                                                    | 62    |       |
| 2. Juni  | Adolf Thiel                           | österreichisch-US-amerikanischer Ingenieur                                                                    | 86    |       |
| 3. Juni  | Humayun Abdulali                      | indischer Ornithologe, Biologe und Naturschützer                                                              | 87    |       |
| 3. Juni  | Carl Johan Becker                     | dänischer Prähistoriker                                                                                       | 85    |       |
| 3. Juni  | Tibor Ehlers                          | deutscher Pädagoge und Musikinstrumentenbauer                                                                 | 83    |       |
| 3. Juni  | Etty Gingold                          | rumänische Widerstandskämpferin                                                                               | 88    |       |
| 3. Juni  | Flora Groult                          | französische Journalistin und Autorin                                                                         | 77    |       |
| 3. Juni  | Georg Helge                           | deutscher Schauspieler                                                                                        | 90    |       |
| 3. Juni  | Irma Keilhack                         | deutsche Politikerin (SPD), MdHB, MdB                                                                         | 93    |       |
| 3. Juni  | Andrea Prader                         | Schweizer Kinderarzt und Endokrinologe                                                                        | 81    |       |
| 3. Juni  | Anthony Quinn                         | US-amerikanischer Filmschauspieler                                                                            | 86    |       |
| 3. Juni  | Friedl Rinder                         | deutsche Schachspielerin                                                                                      | 95    |       |
| 3. Juni  | Niño Valdés                           | kubanischer Boxer                                                                                             | 76    |       |
| 3. Juni  | Harry Zohn                            | US-amerikanischer Literaturwissenschaftler und Übersetzer                                                     | 77    |       |
| 4. Juni  | Dipendra                              | nepalesischer König                                                                                           | 29    |       |
| 4. Juni  | Alfred Gertler                        | deutscher Politiker (Zentrum), MdL                                                                            | 88    |       |
| 4. Juni  | John Hartford                         | US-amerikanischer Songwriter                                                                                  | 63    |       |
| 4. Juni  | Felicitas Kukuck                      | deutsche Komponistin                                                                                          | 86    |       |
| 4. Juni  | Pierre Michaël                        | belgisch-französischer Schauspieler                                                                           | 69    |       |
| 4. Juni  | Charles E. Mortimer                   | US-amerikanischer Chemiker                                                                                    | 79    |       |
| 4. Juni  | Ruth Sanger                           | australische Medizinerin                                                                                      | 82    |       |
| 4. Juni  | Horst Tüller                          | deutscher Radrennfahrer                                                                                       | 70    |       |
| 5. Juni  | Heinrich Buhr                         | deutscher evangelischer Theologe und Pfarrer                                                                  | 88    |       |
| 5. Juni  | Seid Huković                          | jugoslawischer Pharmakologe                                                                                   | 75    |       |
| 5. Juni  | Wassili Fjodorowitsch Kolotow         | sowjetischer Gewichtheber                                                                                     | 56    |       |
| 5. Juni  | Erdwin Lahmann                        | deutscher Chemiker und Umweltexperte                                                                          | 76    |       |
| 5. Juni  | Pedro Laín Entralgo                   | spanischer Schriftsteller                                                                                     | 93    |       |
| 5. Juni  | Julie van der Steur                   | niederländische Widerstandskämpferin im Zweiten Weltkrieg in Niederländisch-Indien                            | 80    |       |
| 6. Juni  | Alfonso Brescia                       | italienischer Regisseur und Drehbuchautor                                                                     | 71    |       |
| 6. Juni  | Marie Brémont                         | französische Altersrekordlerin                                                                                | 115   |       |
| 6. Juni  | José Manuel Castañón                  | spanischer Schriftsteller                                                                                     | 81    |       |
| 6. Juni  | Klara Enss                            | deutsche Schauspielerin, Pensionswirtin auf Sylt und Natur- und Umweltschutzaktivistin                        | 78    |       |
| 6. Juni  | Hermann Geißler                       | österreichischer Kaufmann und Politiker (ÖVP), Abgeordneter zum Nationalrat                                   | 80    |       |
| 6. Juni  | Giuseppe Laigueglia                   | italienischer Geistlicher, römisch-katholischer Erzbischof und vatikanischer Diplomat                         | 78    |       |
| 6. Juni  | Douglas Lilburn                       | neuseeländischer Komponist                                                                                    | 85    |       |
| 6. Juni  | Emmy Putzinger                        | österreichische Eiskunstläuferin                                                                              | 80    |       |
| 6. Juni  | Suzanne Schiffman                     | französische Drehbuchautorin und Regisseurin                                                                  | 71    |       |
| 6. Juni  | Gerhard Schmidt                       | deutscher Historiker und Archivar                                                                             | 81    |       |
| 6. Juni  | Otto Heinrich Treumann                | deutsch-niederländischer Grafiker                                                                             | 81    |       |
| 7. Juni  | Franco Balducci                       | italienischer Schauspieler                                                                                    | 78    |       |
| 7. Juni  | Alexander Evertz                      | evangelischer Pastor und Autor in Dortmund                                                                    | 94    |       |
| 7. Juni  | Carole Fredericks                     | US-amerikanische Sängerin                                                                                     | 49    |       |
| 7. Juni  | Wolfgang Fuchs                        | deutscher Fluchthelfer an der innerdeutschen Grenze                                                           | 62    |       |
| 7. Juni  | Abraham Grünbaum                      | israelischer Rabbiner                                                                                         |       |       |
| 7. Juni  | Joseph Köhler                         | deutscher Hotelier                                                                                            | 97    |       |
| 7. Juni  | Víctor Paz Estenssoro                 | bolivianischer Politiker und Präsident                                                                        | 93    |       |
| 7. Juni  | Heinrich Christian Graf zu Rantzau    | deutscher Schriftsteller, Übersetzer, Dolmetscher und Forstwirt                                               | 79    |       |
| 8. Juni  | Hedwig Bollhagen                      | deutsche Keramikerin, Mitbegründerin der HB-Werkstätten für Keramik                                           | 93    |       |
| 8. Juni  | Eliza Branco                          | brasilianische Friedens- und Frauenaktivistin                                                                 | 88    |       |
| 8. Juni  | Clarence A. Forbes                    | US-amerikanischer Althistoriker                                                                               | 99    |       |
| 8. Juni  | Duncan MacIntyre                      | neuseeländischer Politiker (National Party)                                                                   | 85    |       |
| 8. Juni  | Herdis Möllehave                      | dänische Sozialarbeiterin und Autorin                                                                         | 64    |       |
| 8. Juni  | Griselda Pascual                      | spanische Mathematikerin und Hochschullehrerin                                                                | 75    |       |
| 8. Juni  | Nathaniel Rochester                   | US-amerikanischer Informatiker                                                                                | 82    |       |
| 8. Juni  | Don Roper                             | englischer Fußballspieler                                                                                     | 78    |       |
| 9. Juni  | Ronnie Allen                          | englischer Fußballspieler und -trainer                                                                        | 72    |       |
| 9. Juni  | Malcolm Cooper                        | britischer Sportschütze, Olympionike, Unternehmer                                                             | 53    |       |
| 9. Juni  | Willi Gayler                          | deutscher Forstmann                                                                                           | 94    |       |
| 9. Juni  | Richard T. Hanna                      | US-amerikanischer Politiker                                                                                   | 87    |       |
| 9. Juni  | Leonhard Langmann                     | deutscher Politiker (SPD), MdL                                                                                | 80    |       |
| 9. Juni  | Reinhard Schindler                    | deutscher Prähistoriker                                                                                       | 89    |       |
| 10. Juni | Joyce King                            | australische Sprinterin                                                                                       | 80    |       |
| 10. Juni | Jochen Liedtke                        | deutscher Informatiker                                                                                        | 48    |       |
| 10. Juni | Álvaro Alfredo Magaña Borja           | salvadorianischer Präsident                                                                                   | 75    |       |
| 10. Juni | Mike Mentzer                          | US-amerikanischer Bodybuilder                                                                                 | 49    |       |
| 10. Juni | Ruth Montgomery                       | US-amerikanisches Medium                                                                                      | 88    |       |
| 10. Juni | Harald Perner                         | deutscher Ingenieur und Hochschullehrer                                                                       | 74    |       |
| 10. Juni | Pientia Selhorst                      | deutsche Missionsschwester und Künstlerin                                                                     | 86    |       |
| 10. Juni | Christoph Schmelzer                   | deutscher Physiker, Wissenschaftsmanager und Hochschullehrer                                                  | 92    |       |
| 10. Juni | Alexander Michailowitsch Sujew        | sowjetischer Militärpilot und Deserteur                                                                       | 39    |       |
| 10. Juni | Waldemar Wolf                         | deutscher Politiker (SPD), MdL                                                                                | 71    |       |
| 11. Juni | Pierre Eyt                            | französischer Geistlicher, Erzbischof von Bordeaux und Kardinal der römisch-katholischen Kirche               | 67    |       |
| 11. Juni | Ralf Mairose                          | deutscher Politiker (CDU), MdHB                                                                               | 60    |       |
| 11. Juni | Timothy McVeigh                       | US-amerikanischer Terrorist                                                                                   | 33    |       |
| 11. Juni | Amalia Mendoza                        | mexikanische Sängerin und Schauspielerin                                                                      | 77    |       |
| 11. Juni | Pientia Selhorst                      | deutsche Missionarin und Kunstpädagogin                                                                       | 86    |       |
| 11. Juni | George E. Wellwarth                   | US-amerikanischer Literaturwissenschaftler und Theaterwissenschaftler                                         | 69    |       |
| 12. Juni | Carl-Axel Acking                      | schwedischer Architekt und Möbeldesigner                                                                      | 91    |       |
| 12. Juni | André Blavier                         | belgischer Schriftsteller, Bibliothekar und Publizist                                                         | 78    |       |
| 12. Juni | Viktor Hamburger                      | deutscher Entwicklungsbiologe                                                                                 | 100   |       |
| 12. Juni | Robert Hochner                        | österreichischer Journalist und Fernsehmoderator                                                              | 55    |       |
| 12. Juni | David Frank McKinney                  | nordirischer Ornithologe                                                                                      | 72    |       |
| 12. Juni | Ray Mentzer                           | US-amerikanischer Bodybuilder                                                                                 | 47    |       |
| 12. Juni | Nkem Nwankwo                          | nigerianischer Autor, Dichter und Hochschullehrer                                                             | 65    |       |
| 12. Juni | Paula Wiesinger                       | italienische Bergsteigerin und Skirennläuferin (Südtirol)                                                     | 94    |       |
| 12. Juni | Heinz Wissemann                       | deutscher Slawist, Indogermanist und Hochschullehrer                                                          | 89    |       |
| 13. Juni | Martha Bolldorf-Reitstätter           | österreichische Architektin                                                                                   | 89    |       |
| 13. Juni | Salvatore Delogu                      | italienischer katholischer Bischof                                                                            | 86    |       |
| 13. Juni | Johanna Krause                        | deutsche Holocaust-Überlebende                                                                                | 93    |       |
| 13. Juni | Luise Krüger                          | deutsche Leichtathletin                                                                                       | 86    |       |
| 13. Juni | Ken McIntyre                          | US-amerikanischer Jazz-Altsaxophonist, Oboist, Flötist und Klarinettist                                       | 69    |       |
| 13. Juni | Ernst Nagel                           | deutscher katholischer Theologe und Militärseelsorger                                                         | 69    |       |
| 13. Juni | Siegfried Naumann                     | schwedischer Komponist und Professor                                                                          | 81    |       |
| 13. Juni | David Spedding                        | britischer Geheimagent, Leiter des SIS (MI6)                                                                  | 58    |       |
| 13. Juni | Alice Jackson Stuart                  | US-amerikanische Pädagogin und Hochschullehrerin                                                              | 88    |       |
| 13. Juni | Rajzel Zychlinski                     | jiddische Dichterin                                                                                           | 90    |       |
| 14. Juni | Tibor Andrašovan                      | slowakischer Komponist                                                                                        | 84    |       |
| 14. Juni | Günter Birkner                        | Schweizer Musikwissenschaftler                                                                                | 75    |       |
| 14. Juni | Ubaldo Calabresi                      | italienischer Geistlicher, römisch-katholischer Erzbischof und Diplomat des Heiligen Stuhls                   | 76    |       |
| 14. Juni | John S. Davenport                     | US-amerikanischer Numismatiker                                                                                | 94    |       |
| 14. Juni | Oleg Georgijewitsch Fjodossejew       | sowjetischer Weit- und Dreispringer                                                                           | 65    |       |
| 14. Juni | Mati Kuulberg                         | estnischer Komponist, Geiger und Musikpädagoge                                                                | 53    |       |
| 14. Juni | Miroslav Marcovich                    | US-amerikanischer Klassischer Philologe jugoslawischer Herkunft                                               | 82    |       |
| 15. Juni | Henri Alekan                          | französischer Kameramann                                                                                      | 92    |       |
| 15. Juni | Helmut Boese                          | deutscher Bibliothekar                                                                                        | 85    |       |
| 15. Juni | Joe Carter                            | US-amerikanischer Bluesmusiker                                                                                | 73    |       |
| 15. Juni | Michail Andrejewitsch Glusski         | russischer Schauspieler, Volkskünstler der UdSSR                                                              | 82    |       |
| 15. Juni | Itozono Wasaburō                      | japanischer Maler                                                                                             | 89    |       |
| 15. Juni | Julius Juzeliūnas                     | litauischer Komponist und Musikpädagoge                                                                       | 85    |       |
| 15. Juni | Ernst Karl                            | österreichischer Mörder                                                                                       | 55    |       |
| 15. Juni | Václav Měřička                        | tschechischer Ordenskundler                                                                                   | 85    |       |
| 15. Juni | Jay Moriarity                         | US-amerikanischer Surfer                                                                                      | 22    |       |
| 16. Juni | Marta Hillers                         | deutsche Autorin                                                                                              | 90    |       |
| 16. Juni | Joachim Remak                         | US-amerikanischer Historiker                                                                                  | 80    |       |
| 16. Juni | Vincent Šikula                        | slowakischer Dichter, Schriftsteller, Kinder- und Jugendbuchautor, Publizist, Dramaturg und Musiker           | 64    |       |
| 16. Juni | Adam Zwass                            | polnischer Ökonom, COMECON-Experte                                                                            | 87    |       |
| 17. Juni | Manfred Bachmann                      | deutscher Volkskundler, Museumsdirektor und Spielzeugforscher                                                 | 73    |       |
| 17. Juni | Donald J. Cram                        | US-amerikanischer Chemiker, Nobelpreisträger für Chemie                                                       | 82    |       |
| 17. Juni | Thomas Joseph Winning                 | britischer Geistlicher, Erzbischof von Glasgow und Kardinal der römisch-katholischen Kirche                   | 76    |       |
| 18. Juni | Allan Burdon                          | australischer Politiker                                                                                       | 86    |       |
| 18. Juni | René Dumont                           | französischer Agraringenieur und Soziologe                                                                    | 97    |       |
| 18. Juni | Rupert Fischer                        | deutscher Ordensgeistlicher (Benediktiner) und Musikwissenschaftler                                           | 61    |       |
| 18. Juni | Anton Hajós                           | ungarisch-deutscher Psychologe                                                                                | 66    |       |
| 18. Juni | Dino Larese                           | Schweizer Autor von Prosa, Lyrik, Biographien, Theaterstücken, Jugendbüchern und autobiographischen Schriften | 86    |       |
| 18. Juni | Artur Petrowitsch Nischtschjonkin     | russischer bzw. sowjetischer Theater- und Filmschauspieler                                                    | 69    |       |
| 18. Juni | Davor Popović                         | bosnischer Popsänger                                                                                          | 54    |       |
| 18. Juni | Paolo Emilio Taviani                  | italienischer Politiker, Mitglied der Camera dei deputati                                                     | 88    |       |
| 18. Juni | Karl Friedrich Titho                  | deutsches SS-Mitglied, Kommandant der Durchgangslager Fossoli und Bozen                                       | 90    |       |
| 18. Juni | Margrit Winter                        | Schweizer Schauspielerin                                                                                      | 83    |       |
| 18. Juni | Hans-Joachim Weyland                  | deutscher Fußballschiedsrichter                                                                               | 71    |       |
| 19. Juni | Frank Bossard                         | britischer Spion                                                                                              | 88    |       |
| 19. Juni | Lindsay L. Cooper                     | britischer Bassist                                                                                            | 61    |       |
| 19. Juni | Jerry Cornes                          | britischer Mittelstreckenläufer                                                                               | 91    |       |
| 19. Juni | José Gonçalves da Costa               | brasilianischer Ordensgeistlicher, katholischer Erzbischof von Niterói                                        | 87    |       |
| 19. Juni | Harald Gerlach                        | deutscher Schriftsteller und Bühnenautor                                                                      | 61    |       |
| 19. Juni | Franz Guggisberg                      | Schweizer Erster Landschreiber des Kantons Basel-Landschaft                                                   | 74    |       |
| 19. Juni | Ludwig Hörmann                        | deutscher Radrennfahrer                                                                                       | 82    |       |
| 19. Juni | Robert Klippel                        | australischer Bildhauer                                                                                       | 81    |       |
| 19. Juni | Romualdo Moro                         | uruguayischer Fußballspieler                                                                                  | 71    |       |
| 19. Juni | Giulio Nicolini                       | italienischer Geistlicher                                                                                     | 74    |       |
| 19. Juni | David Sylvester                       | englischer Autor, Kunstkritiker und Kurator                                                                   | 76    |       |
| 19. Juni | K. H. Türk                            | deutscher Maler und Bildhauer                                                                                 | 73    |       |
| 20. Juni | Ernest Bour                           | französischer Dirigent                                                                                        | 88    |       |
| 20. Juni | Geoff Brown                           | Geoff Brown                                                                                                   | 77    |       |
| 20. Juni | Tom Burns                             | britischer Industrie- und Organisationssoziologe                                                              | 88    |       |
| 20. Juni | Harold McKinney                       | US-amerikanischer Jazz-Pianist, Bandleader und Musikpädagoge                                                  | 72    |       |
| 20. Juni | Eugenijus Palskys                     | litauischer Kriminalist                                                                                       | 61    |       |
| 20. Juni | Kurt Stengel                          | deutscher Elektrotechniker, Leiter der Stadtwerke Karlsruhe                                                   | 93    |       |
| 20. Juni | Viktor Zsuffka                        | ungarischer Leichtathlet                                                                                      | 90    |       |
| 21. Juni | Alexandra Freund                      | deutsche Fernsehmoderatorin und Programmsprecherin                                                            | 34    |       |
| 21. Juni | Víctor Gil Lechoza                    | spanischer katholischer Bischof                                                                               | 69    |       |
| 21. Juni | John Lee Hooker                       | US-amerikanischer Bluesmusiker                                                                                | 83    |       |
| 21. Juni | Soad Hosni                            | ägyptische Schauspielerin                                                                                     | 58    |       |
| 21. Juni | Carroll O’Connor                      | US-amerikanischer Schauspieler                                                                                | 76    |       |
| 21. Juni | Massimo Pirri                         | italienischer Filmregisseur, Drehbuchautor und Dokumentarfilmer                                               | 55    |       |
| 21. Juni | Wolfgang Ritzel                       | deutscher Pädagoge und Hochschullehrer                                                                        | 87    |       |
| 21. Juni | Kurt Egon Wolff                       | deutscher Kabarettist, Conférencier, Kabarettgründer und Musikmanager                                         | 89    |       |
| 22. Juni | Luis Carniglia                        | argentinischer Fußballspieler und -trainer                                                                    | 83    |       |
| 22. Juni | George Evans                          | US-amerikanischer Comiczeichner                                                                               | 81    |       |
| 23. Juni | Corinne Calvet                        | französische Schauspielerin                                                                                   | 76    |       |
| 23. Juni | Yvonne Dionne                         | kanadische Kinderdarstellerin und Fünfling                                                                    | 67    |       |
| 23. Juni | Renate Lenz-Fuchs                     | deutsche Juristin und Bürgermeisterin                                                                         | 91    |       |
| 24. Juni | Ewald Ernst                           | deutscher Politiker (CDU) und Opfer politischer Repression in der sowjetischen Besatzungszone                 | 80    |       |
| 24. Juni | Louis Klemantaski                     | britischer Fotograf und Automobilrennfahrer                                                                   | 94    |       |
| 24. Juni | Robert Laurent                        | französischer Historiker                                                                                      | 92    |       |
| 24. Juni | Milton Santos                         | brasilianischer Geograph                                                                                      | 75    |       |
| 25. Juni | James L. Bomar                        | US-amerikanischer Politiker                                                                                   | 86    |       |
| 25. Juni | Barbara Dittus                        | deutsche Schauspielerin und Synchronsprecherin                                                                | 61    |       |
| 25. Juni | Hans Dürst                            | Schweizer Eishockeyspieler                                                                                    | 79    |       |
| 25. Juni | Hasan Gemici                          | türkischer Ringer                                                                                             | 74    |       |
| 25. Juni | Kurt Hoffmann                         | deutscher Filmregisseur                                                                                       | 90    |       |
| 25. Juni | Franz Schubert                        | deutscher Kaufmann, Verleger und Genealoge                                                                    | 84    |       |
| 26. Juni | Paul Berry                            | britischer Animator                                                                                           | 40    |       |
| 26. Juni | Gina Cigna                            | italienisch-französische Opernsängerin (Sopran) und Gesangslehrerin                                           | 101   |       |
| 26. Juni | Günter Kaslowski                      | deutscher Bahnradsportler                                                                                     | 66    |       |
| 26. Juni | Hans Löhrl                            | deutscher Ornithologe und Verhaltensforscher                                                                  | 90    |       |
| 26. Juni | Kurt Neumann                          | deutscher Politiker (CDU), MdA                                                                                | 76    |       |
| 26. Juni | Lalla Romano                          | italienische Dichterin, Schriftstellerin und Journalistin                                                     | 94    |       |
| 26. Juni | Annika Tammela                        | estnische Fußballspielerin                                                                                    | 21    |       |
| 27. Juni | Oskar Böhm                            | deutscher Politiker (SPD), MdL                                                                                | 85    |       |
| 27. Juni | Kay Cicellis                          | griechisch-französische Schriftstellerin                                                                      |       |       |
| 27. Juni | Mustafa El Akri                       | marokkanischer Musiker und Sänger                                                                             |       |       |
| 27. Juni | Balthasar Fischer                     | deutscher katholischer Theologe, Liturgiewissenschaftler sowie Hochschullehrer                                | 88    |       |
| 27. Juni | Karl-Heinz Harmansa                   | deutscher Tischtennisspieler                                                                                  | 69    |       |
| 27. Juni | Christian Adolf Isermeyer             | deutscher Kunsthistoriker                                                                                     | 92    |       |
| 27. Juni | Tove Jansson                          | finnische Schriftstellerin und bildende Künstlerin                                                            | 86    |       |
| 27. Juni | Wilfried König                        | deutscher Ingenieur, Institutsleiter, Professor an der RWTH Aachen                                            | 72    |       |
| 27. Juni | Jack Lemmon                           | US-amerikanischer Schauspieler                                                                                | 76    |       |
| 27. Juni | Jakob Wilhelm Mengler                 | deutscher Architekt und Bauunternehmer                                                                        | 86    |       |
| 27. Juni | Heinrich Wilhelm Naumann              | deutscher Mediziner und Hochschullehrer                                                                       | 69    |       |
| 27. Juni | Chico O’Farrill                       | US-amerikanischer Komponist und Arrangeur                                                                     | 79    |       |
| 27. Juni | Udo Proksch                           | österreichischer Geschäftsmann und Krimineller                                                                | 67    |       |
| 27. Juni | Alfred Spieß                          | deutscher Jurist und Oberstaatsanwalt                                                                         | 81    |       |
| 27. Juni | Horst Streckenbach                    | deutscher Tätowierer und Piercer                                                                              | 75    |       |
| 27. Juni | Albert Viau                           | kanadischer Sänger (Bariton), Komponist und Musikpädagoge                                                     | 90    |       |
| 28. Juni | Mortimer Adler                        | US-amerikanischer Philosoph und Schriftsteller                                                                | 98    |       |
| 28. Juni | Peter Brasch                          | deutscher Schriftsteller                                                                                      | 45    |       |
| 28. Juni | Emil Bücherl                          | deutscher Wissenschaftler und Herzchirurg                                                                     | 81    |       |
| 28. Juni | David G. Freeman                      | US-amerikanischer Badmintonspieler                                                                            | 80    |       |
| 28. Juni | Arno Reinfrank                        | deutscher Schriftsteller, Publizist und Übersetzer                                                            | 66    |       |
| 28. Juni | Aurelio Roncaglia                     | italienischer Romanist und Mediävist                                                                          | 84    |       |
| 28. Juni | Joan Sims                             | britische Schauspielerin                                                                                      | 71    |       |
| 28. Juni | Václav Zahradník                      | tschechischer Dirigent, Komponist und Arrangeur                                                               | 59    |       |
| 29. Juni | Mary Barnes                           | britische Künstlerin und Schriftstellerin                                                                     | 78    |       |
| 29. Juni | Rosemary Peyton Biggs                 | britische Botanikerin Und Hämatologin                                                                         | 89    |       |
| 29. Juni | Maurice Estève                        | französischer Maler und Designer                                                                              | 97    |       |
| 29. Juni | John Howes Gleason                    | US-amerikanischer Historiker                                                                                  | 92    |       |
| 29. Juni | Maximos V. Hakim                      | ägyptischer Geistlicher, melkitischer Patriarch von Antiochia                                                 | 93    |       |
| 29. Juni | Silvio Oddi                           | italienischer Kardinal der römisch-katholischen Kirche                                                        | 90    |       |
| 29. Juni | Benedikt Posch                        | österreichischer Journalist und Verleger                                                                      | 79    |       |
| 29. Juni | Adalbert Freiherr von Poschinger-Bray | deutscher Unternehmer                                                                                         | 88    |       |
| 29. Juni | Konrad Schulz                         | deutscher Maler, Graphiker, Bildhauer und Objektkünstler                                                      | 60    |       |
| 29. Juni | Peko Takow                            | bulgarischer Minister                                                                                         | 91    |       |
| 30. Juni | Stephen Ailes                         | US-amerikanischer Politiker                                                                                   | 89    |       |
| 30. Juni | Chet Atkins                           | US-amerikanischer Country-Musiker und Schallplattenproduzent                                                  | 77    |       |
| 30. Juni | Giancarlo Brusati                     | italienischer Fechtsportler und Sportfunktionär                                                               | 91    |       |
| 30. Juni | Joe Fagan                             | englischer Fußballspieler und -trainer                                                                        | 80    |       |
| 30. Juni | Joe Henderson                         | US-amerikanischer Jazz-Tenorsaxophonist                                                                       | 64    |       |
| 30. Juni | Louis Pham Van Nâm                    | vietnamesischer katholischer Bischof                                                                          | 81    |       |
| 30. Juni | Jean-Samuel Raobelina                 | madagassischer katholischer Bischof                                                                           | 73    |       |
| 30. Juni | Hans Trippel                          | deutscher Autokonstrukteur                                                                                    | 92    |       |
| Juni     | Ken Green                             | englischer Fußballspieler                                                                                     | 77    |       |
| Juni     | Ali Hassan Kuban                      | nubischer Sänger                                                                                              |       |       |